# Кенет Мап
Кенет Езра Мап (Њујорк, 2. новембар 1955) амерички је политичар. Служио је као 8. гувернер Америчких Девичанских Острва од 2015. до 2019. године. Иако је  Републиканац, на изборима је био пријављен као независни кандидат.
Бивши сенатор Девичанских острва у три мандата, Мап је служио као потгувернер Девичанских острва Сједињених Држава од 1995. до 1999. Мап је био независни кандидат за гувернера Америчких Девичанских острва на изборима за гувернера 2010. године, али га је садашњи гувернер поразио Џон де Џонг. Кандидовао се на изборима за гувернера 2014. за гувернера Девичанских острва Сједињених Држава, победивши Дону Кристијан-Кристенсен, дугогодишњу делегатку у Конгресу, у другом кругу. Мап се кандидовао за други мандат 2018. године, али је у другом кругу избора поражен од демократе Алберта Брајана.

## Ранији живот
Кенет Езра Мап је рођен 2. новембра 1955. у Бруклину, Њујорк, од породице Ала Мапа и Вашти Хјуит Мап из Сент Кроа. Био је један од четворо браће и сестара. Мап се преселио у Саинт Цроик на америчким Девичанским острвима 1961. године, где га је одгајала његова бака по мајци, Алмина Н. Хевитт, у имању Ратан. Завршио је Централну средњу школу Ст. Kроик 1973. године. Мап је похађао њујоршки комунални колеџ на Градском универзитету у Њујорку и Универзитету Девичанских острва, али није стекао диплому. Међутим, након што је напустио функцију потгувернера 1999. године, завршио је шестонедељни програм напредног менаџмента на Харвардској пословној школи (која нема формалне образовне услове) и магистрирао јавну администрацију на школи Џона Ф. Кенедија владе на Универзитету Харвард. Мап је такође завршио друге стипендије на Универзитету Харвард и Универзитету Карнеги Мелон у Питсбургу.

## Каријера
Мап је радио као полицијски приправник у Њујорку и полицајац на америчким Девичанским острвима. Придружио се полицији Њујорка убрзо након што је завршио средњу школу 1973. године и био је смештен у 83. полицијској станици у Бруклину. Касније је постао полицајац на Девичанским острвима и изабран је за председника добротворног удружења полиције Девичанских острва.
Мап је изабран за сенатора у законодавној скупштини Девичанских острва на три одвојена избора. Мап је изабран у 15. законодавно тело Девичанских острва 1982. године, што је била његова прва изабрана функција. Касније ће бити биран и за сенатора у 18. и 20. парламенту. Председавао је Одбором за јавну безбедност и правосуђе и био је стални члан Одбора за финансије. Поред тога, Мап је био на другим позицијама у влади Девичанских острва. Радио је као помоћник директора Комисије за индустријски развој, која је касније постала Управа за економски развој. Мап је такође постао директор Управе за потрошачке услуге, која је сада Одељење за лиценцирање и питања потрошача. Године 1994, кандидат за гувернера Рои Л. Сцхнеидер изабрао је Мапа за свог кандидата за потгувернера на изборима.Шнајдер и Мап су заједно водили кампању као независни кандидати. Шнајдер и Мап су изабрани за гувернера и потгувернера на посебном губернаторском другом кругу избора одржаном 22. новембра 1994. године. Поразили су демократску губернаторску карту, коју су чинили тадашњи потпоручник. Гувернер Дерек М. Хоџ и његов потпредседник Алфред О. Хит. Гувернер Рој Шнајдер и потгувернер Кенет Мап су инаугурисани на четворогодишњи мандат 2. јануара 1995. године. Међутим, Шнајдер и Мап су имали јавно затегнуте односе док су били на функцији и њих двоје често нису разговарали једно са другим током свог четворогодишњег мандата. Шнајдер и Мап нису тражили реизбор 1999. године. Уместо тога, Шнајдер се кандидовао са комесаром за финансије Хуаном Сентеном као својим потпредседником и на изборима су поражени од демократског кандидата Чарлса Турнбула и његовог потпредседника Џерарда Луза Џејмса, који су положили заклетву 4. јануара 1999. године. Након што је напустио функцију заменика гувернера, Мап је магистрирао јавну администрацију на Универзитету Џон Ф. Кенеди на Владиној школи Харвард и завршио Програм напредног менаџмента (АМП 159) на Харвардској пословној школи. Иако се кандидовао за потгувернера као независан, Мап је променио своју партијску припадност са републиканске до 2001. године. Мап се није кандидовао за гувернера 2002. године. Водио је кампању за гувернера Турнбула који је поново изабран на други мандат. Гувернер Чарлс Турнбул је 2002. именовао Мапа за директора за финансије и администрацију Управе за јавне финансије Девичанског острва. Мап је прикупио милионе долара за владу и Ховенсу, највећег послодавца у приватном сектору на територији. Управа за јавне финансије је стекла своју прву инвестициону оцену за ВИ хартије од вредности које подржава држава током Маповог мандата. Мап је такође управљао неколико великих капиталних пројеката и служио је у гувернеровом финансијском и буџетском тиму. Мап је учествовао у расправама о буџету и припремио низ детаљних анализа и извештаја. Гувернеров финансијски тим је блиско сарађивао са шефовима одељења и законодавцима на развоју и добијању законодавног одобрења годишњих територијалних буџета.

### Гувернерски избори на Америчким Девичанским Острвима 2006.
2006. године, Мап је најавио своју кандидатуру за гувернера као независни кандидат са бившим сенатором у Ларге Алмандом Либурдом као његовим потпредседником. Његова два главна противника били су бизнисмен Џон Де Џонг и сенатор Адлах Донасторг. На општим изборима, де Џонг је освојио 15.914 гласова што је износило 49,33% од укупног броја гласова, Мап је освојио 9.100 од укупног броја гласова (што је једнако ,78 процената), а Донаторг је освојио 7.871 глас, или 23,16 процената датих гласова. Де Јонг и Мап, два највећа кандидата по броју гласова, били су приморани на други круг избора 21. новембра 2006, пошто ниједан кандидат није зарадио више од 50% укупног броја гласова. У другом кругу гувернера 2006. Де Јонг је изабран за гувернера са 16.644 гласа (57,30%), док је Мап био други, са 12.402 гласа (42,70%).
|                    | Кандидат           | Партија            | Бр. гласова | %      |
| ------------------ | ------------------ | ------------------ | ----------- | ------ |
|                    | Џон Де Џонг мл.    | Демократска        | 16.644      | 57,30  |
|                    | Кенет Мап          | Независан          | 12.402      | 42,70  |
| Укупни бр. гласова | Укупни бр. гласова | Укупни бр. гласова | 29.046      | 100,00 |
| Демократско држање |                    |                    |             |        |

### Гувернерски избори на Америчким Девичанским Острвима 2010.
Мап је званично најавио своју кандидатуру за гувернера Америчких Девичанских острва на губернаторским изборима 2010. 20. августа 2010. у свом седишту на Сент Томасу. Мап, који се кандидује као независни а не као републиканац, изабрао је Малика Секуа, професора и председавајућег на Универзитету Девичанских острва, за свог кандидата за потгувернера. Главна платформа Мапове кампање укључивала је смањење криминала и побољшање образовања на Девичанским острвима. Мап је обећао да ће изградити техничку школу, промовисати економски раст уз истовремено заштиту животне средине и тежити чистијим облицима енергије ако буде изабран. Општи избори су одржани 2. новембра 2010. Актуелни гувернер Џон де Џонг победио је Мапа на изборима и освојио други мандат. Де Јонгх је зарадио 17.535 гласова, или 56,27% гласова, док је Мап био други са 13.580 гласова, или 43,58% гласова. Мап је у почетку одбио да призна, наводећи могуће неправилности у гласању и савете свог саветника за кампању.
Гувернерски избори на америчким Девичанским острвима 2010. одржани су 2. новембра 2010. и победио је актуелни демократски гувернер Џон де Џонг. Де Јонг је изабран за свој први мандат 2006. године са 57,3% гласова у односу на Кенета Мапа. Гувернер Џон де Џонг изабран је за други, пуни годишњи мандат, уместо независног Кенета Мапа, у ономе што је у суштини био реванш другог круга избора за гувернера 2006. године.
| Слика              | Кандидат           | Партија            | Бр. гласова | %      |
| ------------------ | ------------------ | ------------------ | ----------- | ------ |
|                    | Џон Де Џонг мл.    | Демократска        | 17.535      | 56,27  |
|                    | Кенет Мап          | Независан          | 13.580      | 43,58  |
| Укупни бр. гласова | Укупни бр. гласова | Укупни бр. гласова | 31.115      | 100,00 |
| Демократско држање |                    |                    |             |        |

### Гувернерски избори на Америчким Девичанским Острвима 2014.
- Слоган кампање: Време је за изградњу (It's Time To Build)

Мап се кандидовао за гувернера Америчких Девичанских Острва на гувернерским изборима 2014. године, бирајући Озберта Потера, бившег сенатора Девичанских острва за свог кандидата. Општи избори одржани су 4. новембра 2014. Добио је 47,47% гласова, али пошто ниједан кандидат није добио потребних 50%+1 како то захтева Ревидирани органски закон Девичанских острва, одржан је други круг између њега и Доне. Кристијан-Кристенсен, два највећа примаоца гласова. Други круг је одржан 18. новембра 2014, две недеље након општих избора. Мап је победио у другом кругу избора, добивши скоро 64% гласова.
Губернаторски избори на америчким Девичанским острвима 2014. одржани су 4. новембра 2014. на којима је изабран гувернер Девичанских острва Сједињених Држава. Садашњи демократски гувернер Џон де Џонг има ограничен мандат и не може се кандидовати за поновни избор на трећи мандат. Пошто ниједан кандидат није добио већину на општим изборима, како то захтева Ревидирани органски закон Девичанских острва, одржан је други круг између Доне Кристијан-Кристенсен и Кенета Мапа, два највећа примаоца гласова.
1. круг
| Слика               | Кандидат                  | Партија            | Бр. гласова | %      |
| ------------------- | ------------------------- | ------------------ | ----------- | ------ |
|                     | Кенет Мап                 | Независан          | 12.108      | 46,61  |
|                     | Дона Кристијан-Кристенсен | Демократска        | 10.173      | 39,16  |
| Сораја Дијаз Кофелт | Сораја Дијаз Кофелт       | Независан          | 1.873       | 7,07   |
| Мона Барнес         | Мона Барнес               | Независан          | 1.693       | 6,52   |
| Шеила А. Скулион    | Шеила А. Скулион          | Независан          | 83          | 0,32   |
| Дописани            | Дописани                  | Дописани           | 81          | 0,31   |
| Укупни бр. гласова  | Укупни бр. гласова        | Укупни бр. гласова | 25.975      | 100,00 |
| Независно држање    |                           |                    |             |        |

2. круг
| Слика              | Кандидат                  | Партија            | Бр. гласова | %      |
| ------------------ | ------------------------- | ------------------ | ----------- | ------ |
|                    | Кенет Мап                 | Независан          | 15.268      | 63,89  |
|                    | Дона Кристијан-Кристенсен | Демократска        | 8.573       | 35,87  |
| Дописани           | Дописани                  | Дописани           | 58          | 0,24   |
| Укупни бр. гласова | Укупни бр. гласова        | Укупни бр. гласова | 23.899      | 100,00 |
| Независно држање   |                           |                    |             |        |

### Гувернерски избори на Америчким Девичанским Острвима 2018.
- Слоган кампање: Градити боље и јаче (Building Better and Stronger)

Мап се кандидовао за реизбор, али је изгубио са 44,67 одсто гласова од Алберта Брајана са 55,04 одсто у другом кругу избора.
Губернаторски избори на америчким Девичанским острвима 2018. одржани су 6. новембра 2018. на којима је изабран гувернер Девичанских острва Сједињених Држава. Избори су одржани истовремено са средњим изборима у Сједињеним Државама 2018. Пошто ниједан кандидат није добио већину гласова на општим изборима, као што се захтева Ревидираним органским актом Девичанских острва, 14 дана касније одржан је други круг између Алберта Брајана млађег и актуелног гувернера Кенета Мапа, два најбоља добитника гласова. Дана 20. новембра 2018, демократа Алберт Брајан млађи победио је у другом кругу са 54,5% гласова. Актуелни гувернер Кенет Мап се кандидовао за реизбор у други мандат као независни политичар са садашњим потпоручником Озбертом Потером. Мап се суочио са бившим комесаром за рад Девичанских острва Албертом Брајаном млађим, који је победио на предизборима демократа 4. августа; Брајан је зарадио 39,23% гласова на изборима, победивши Алисон „Алли“ Петрус (33,67%) и Анђела Е. Досона млађег (26,68%). На новембарском листићу били су и Адлах "Фонци" Донасторг, Ворен Мослер, Сораја Дијаз Кофелт, Молето А. Смит и Џенет Милин Јанг. На дан избора, 6. новембра, Брајан је освојио 38,08% гласова, а Меп је био други са 33,45%. У другом кругу 20. новембра, Брајан је изабран за гувернера са 54,54% гласова у односу на Мапових 45,15%.
1. круг
| Слика                     | Кандидат                  | Партија            | Бр. гласова | %      |
| ------------------------- | ------------------------- | ------------------ | ----------- | ------ |
|                           | Алберт Брајан мл.         | Демократска        | 9.711       | 38,08  |
|                           | Кенет Мап                 | Независан          | 8.529       | 33,45  |
| Адлах ''Фонси'' Донастрог | Адлах ''Фонси'' Донастрог | Независан          | 4.201       | 16,47  |
|                           | Ворен Мослер              | Независан          | 1.199       | 4,70   |
| Сораја Дијаз Кофелт       | Сораја Дијаз Кофелт       | Независан          | 1.195       | 4,69   |
| Молето А. Смит            | Молето А. Смит            | Независан          | 400         | 1,57   |
| Џенет Милин Јанг          | Џенет Милин Јанг          | Независан          | 237         | 0,93   |
| Дописани                  | Дописани                  | Дописани           | 20          | 0,11   |
| Укупни бр. гласова        | Укупни бр. гласова        | Укупни бр. гласова | 25.501      | 100,00 |
| Демократско држање        |                           |                    |             |        |

2. круг
| Слика              | Кандидат           | Партија            | Бр. гласова | %      |
| ------------------ | ------------------ | ------------------ | ----------- | ------ |
|                    | Алберт Брајан мл.  | Демократска        | 11.796      | 54,54  |
|                    | Кенет Мап          | Независан          | 9.766       | 45,15  |
| Дописани           | Дописани           | Дописани           | 66          | 0,31   |
| Укупни бр. гласова | Укупни бр. гласова | Укупни бр. гласова | 21.635      | 100,00 |
| Демократско држање |                    |                    |             |        |

## Гувернерство (2015−2019)
Мап је положио заклетву као 8. изабрани гувернер Америчких Девичанских острва 5. јануара 2015. године. По преузимању дужности, Мап је затражио милион долара за подношење тужбе против Ховенсе. Мап је именовао бившег гувернера Чарлса В. Турнбула у Центенијалну комисију . Касније је потписао закон којим је додељен милион долара за даље предузимање правних радњи према Хесс Оил-у и ПДВСА. Да би се борио против растућег криминала на тој територији, Мап је формирао савез између Полицијске управе града Њујорка и Полицијске управе Девичанских острва. Поред тога, службеници ВИПД-а су послати у Њујорк на обуку и менторство. Мап је потписао извршну уредбу којом се дозвољавају истополни бракови на америчким Девичанским острвима након одлуке Врховног суда САД. У јулу 2015. године, Мап је постао члан НГА комитета за економски развој. Његова администрација је покренула тужбу против корпорације ХЕСС за 1,5 милијарди долара с обзиром на моментално затварање рафинерије. Мап је извршном наредбом створио Савет за климатске промене Девичанских острва. У децембру 2015. године, Мап је започео уговор са АрцЛигхт Партнерс, ЛЛЦ, за управљање терминалом за складиштење нафте у рафинерији Ховенса.31 Мап је спровео повећање плата за владине службенике, док се његова администрација фокусирала на повећање минималне плате са 7, долара на 10,50 долара за три године.32 Радио је са Синопец-ом на рафинерији нафте Ст. Цроик и састао се са званичницима Аир Цхина како би привукао кинеске туристе на територију. У фебруару 2017. године, Мап се суочио са владином фискалном кризом са преко 2 милијарде долара дуга и структурним дефицитом од 110 милиона долара. Мап је обезбедио савезни програм Медицаид свим становницима Девичанских острва који испуњавају услове, дајући витални приступ здравственој заштити многим породицама којима је недостајало здравствено осигурање и основним здравственим услугама. Дана 5. септембра 2017. године, Мап је прогласио ванредно стање у припремама за ураган Ирма, након чега је тринаест дана касније уследио ураган Марија. Састао се са председником Доналдом Трампом на броду код Порторика. У року од десет месеци од олуја, преко 130 чланова Конгреса предвођених тадашњим лидером мањине у Представничком дому Ненси Пелоси било је у УСВИ и из прве руке видело разарање. Мап је био успешан у убеђивању Конгреса и добио је двостраначку подршку за неколико невиђених амандмана на Стафордов закон, као и средства, процењених 9 милијарди долара федералних средстава за опоравак и обнову територије. Мап је ангажовао локалне и националне непрофитне организације да се придруже напорима за опоравак, укључујући Амерички Црвени крст, Блумберг филантропије, Клинтонову глобалну иницијативу и Фондацију Кени Чезни. Такође је апеловао на помоћ за територију и добио особље и ресурсе од својих колега гувернера Ендруа Куома, Криса Кристија и Ларија Хогана.Велики капитални пројекти које је финансирала савезна влада започели су под Маповим мандатом, као што су Пројекат побољшања погона ветеранаи Мост до сада овде. Мап је понудио бесплатну школарину свим локалним матурантима који похађају Универзитет Девичанских острва.

### Ураган Ирма
У септембру 2017. два урагана категорије 5 опустошила су Америчка Девичанска острва. Територија је изгубила струју и комуникације, путеви су испрани, а више од половине кућа је тешко оштећено, због чега су многи становници остали незаштићени. Економија је скоро стала са многим хотелима и предузећима уништеним, а инфраструктура Девичанских острва опустошена.
Кључна достигнућа током прве године опоравка укључивали су: струја је обновљена у року од 100 дана од невремена, аеродроми и терминали за крузере поново су отворени за комерцијални саобраћај у року од 60 дана од невремена, јавна дистрибуција воде је настављена у року од месец дана од невремена, скоро милион кубних јарди отпада прикупљено је у року од 6 месеци од невремена, урађене су хитне поправке у преко 5.000 домова, кључне здравствене услуге се обнављају кроз хитне поправке и привремене модуларне центре, ученици су почели постепено да се враћају у учионице само 34 дана након урагана Ирма и започели су школску годину 2018-2019 у модуларним и припремљеним учионицама, туризам се брзо опоравио; послови реконструкције и нова индустрија доприносе опоравку привреде, кључни део програма опоравка је да се побољша отпорност УСВИ на будуће катастрофе, кроз ублажавање опасности и јачање инфраструктуре, свезна влада је издвојила преко 8 милијарди долара за помоћ у опоравку, од Хомеланд Сецурити (ФЕМА), становања и урбаног развоја и преко десетина других агенција.

## Пост-гувернерство (2019−тренутно)
Мап данас живи у Орланду, Флорида. Активан је у јавном животу; углавном даје интервјуе након што је напустио гувернерску дужност,
Гувернер Америчких Девичанских Острва Алберт Брајан, његов наследник, ветовао је августа 2024. године закон који би Мапа одликовао Медаљом части и назвао аутопут по њему.

## Галерија
- Тадашњи потпредседник САД Мајк Пенс прима ажурирање од Кенета Мапа, 29. септембра 2017. године.
- Кенет Мап са Мајком Пенсом и службеником за кординацију Билом Вогелом, 5. октобра 2017. године.
- Кенет Мап са генералом оружаних снага САД Џосефом Ленгјелом, 25. септембра 2017. године.
- Кенет Мап са генералом оружаних снага САД Џосефом Ленгјелом, 24. септембра 2017. године.
- Кенет Мап са генералом оружаних снага САД Џосефом Ленгјелом, 24. септембра 2017. године.
- Кенет Мап са Kомандантом Експедиционе ударне групе Џефом Хугесом, 24. септембра 2017. године.
- Кенет Мап са тадашњим Председником Сједињених Америчких Држава Доналдом Трампом и тадашњом Првом дамом Сједињених Америчких Држава Меланијом Трампом, 2. октобра 2017. године.